# Comté de Melton
Le comté de Melton ou ville de Melton (City of Melton) est une zone d'administration locale (local government area ou LGA en anglais) dans la banlieue ouest de Melbourne, État de Victoria, en Australie. Cette LGA est gouvernée par un conseil dont le siège se trouve dans la localité principale de Melton.

## Conseillers
La LGA est divisée en sept secteurs qui élisent chacun un conseiller :
- Cambridge
- Cochrane
- Courthouse
- Pennyroyal
- Reservoir
- Sugargum
- Watts

## Quartiers
La LGA comprend les quartiers de:
- Brookfield
- Burnside
- Caroline Springs
- Diggers Rest
- Exford
- Hillside
- Kurunjang
- Melton
- Melton Sud
- Melton Ouest
- Mount Cottrell (en commun avec la ville de Wyndham)
- Plumpton
- Ravenhall
- Rockbank
- Taylors Hill
- Toolern Vale
- Truganina (en commun avec la ville de Wyndham)
- Toolern Downs